# (541123) 2018 RB23
(541123) 2018 RB23 es un asteroide perteneciente al cinturón de asteroides descubierto el 23 de septiembre de 2011 por el equipo del Mount Lemmon Survey desde el Observatorio del Monte Lemmon, Arizona, Estados Unidos.

## Designación y nombre
Designado provisionalmente como 2018 RB23.

## Características orbitales
2018 RB23 está situado a una distancia media del Sol de 2,366 ua, pudiendo alejarse hasta 2,970 ua y acercarse hasta 1,763 ua. Su excentricidad es 0,255 y la inclinación orbital 1,515 grados. Emplea 1329,90 días en completar una órbita alrededor del Sol.

## Características físicas
La magnitud absoluta de 2018 RB23 es 18,2. 